# Édouard Collin (peintre)
Ne doit pas être confondu avec Édouard Collin.
Pour les articles homonymes, voir Collin.
Édouard Pierre Collin, signant Édouard Collin, né à Meudon le 11 décembre 1906 et mort à Marseille le 4 août 1983, est un peintre, lithographe, graveur, illustrateur et affichiste français.

## Biographie
Élève de Albert, de Pierre Laurens et de Maurice Denis, il expose au Salon des artistes français dont il est sociétaire, en 1929, la toile Rue de l'église Notre-Dame (Semur-en-Auxois). 
En 1932, il remporte le Grand Prix de Rome de Peinture. Dans l'entre-deux-guerres, il réalise de nombreuses affiches pour Renault et la Croix-Rouge ainsi que des décors de théâtre.